# Довгальов Микола Анатолійович
Довгальов Микола Анатолійович —  народився 18 грудня1961 р., соліст-вокаліст Хмельницької обласної філармонії, баритон, заслужений артист України (2008).

## Життєпис
Закінчив Тернопільське музичне училище (1981). З 1981 — викладач дитячої музичної школи м. Ланівець Тернопільської області.
З 1986 р. — працює в Хмельницькій обласній філармонії спочатку артистом ансамблю пісні і танцю «Подолянка» (нині «Козаки Поділля»).
З 2001 р. — соліст-вокаліст концертної групи «Альфреско», органного залу, камерного та симфонічного оркестрів.
Представляв Хмельниччину у творчих звітах в місті Києві (1998, 1999, 2001, 2003), брав участь в концертах Державного академічного театру опери та балету України у складі концертної групи «Альфреско».
2002 р. з класичною програмою виступав в Президентському салоні сенату на офіційній зустрічі державних діячів Франції

## Репертуар
Від класичних арій — до українських народних та сучасних пісень
Автор проекту поезія великого Кобзаря на музику групи Пінк Флойд до 155 річчя повернення Тараса Шевченка в Україну. Артист співає та зачитує вірші Тарас Шевченко .Концерт відбувся вперше до 201 річниці Дня народження Кобзаря у Хмельницький національний університет.

## Нагороди
«Заслужений артист України» — за значний особистий внесок у соціально-економічний, культурний розвиток Української держави, вагомі трудові досягнення та з нагоди 17-ї річниці незалежності України (2008).
Лауреат ІІ-го фестивалю естрадної пісні «Пісенний вернісаж» (1988, Київ).
Лауреат обласної премії імені В. Заремби.
Нагороджувався грамотами Хмельницької обласної ради та адміністрації, управління культури, Нагороджений Почесною грамотою та відзнакою Міністерства культури України «За досягнення в розвитку культури і мистецтв» (2005),

## Відео
- Микола Довгальов — Besame mucho https://www.youtube.com/watch?v=voVjZjNeXU4 [Архівовано 6 квітня 2017 у Wayback Machine.]
- Микола Довгальов — Повій, вітре, на Вкраїну (диск) https://www.youtube.com/watch?v=KQ3sMEzjPSw [Архівовано 6 квітня 2017 у Wayback Machine.]
- Повій, вітре, на Вкраїну https://www.youtube.com/watch?v=bP0WVxy4I8o [Архівовано 6 квітня 2017 у Wayback Machine.]